# Ignacio Francisco Peynado
Ignacio Francisco Peynado (Arganda 1633 - Madrid 1696) fue un filósofo y teólogo español, de la Compañía de Jesús.
Después de haber sido seis años profesor de filosofía en Alcalá, lo fue de teología allí mismo por espacio de veintidós años, primero en el Colegio de los Jesuitas y después en la Universidad. En su orden ejerció los cargos de rector del Colegio Imperial de Madrid y provincial, y en la corte el de confesor de la reina madre doña Mariana de Austria.

## Obra
Escribió varios tratados teológicos que fueron muy apreciados por los que tuvieron ocasión de verlos, pero que por las ocupaciones del autor no llegaron a imprimirse. Por esto sólo están publicadas sus obras filosóficas, que son:
- Disputationes in universam Aristotelis Logicam (Alcalá, 1671)
- Disputationes in octo libros Physicorum Aristotelis (Alcalá, 1674)
- Disputationes in tres libros Aristotelis de anima (Alcalá, 1698)
- Disputationes in duos Aristotelis libros, de Generatione et Corruptione (Alcalá, 1698)

- Datos: Q5913241

- El contenido de este artículo incorpora material del tomo 44 de la Enciclopedia Universal Ilustrada Europeo-Americana (Espasa), cuya publicación fue anterior a 1945, por lo que se encuentra en el dominio público.